# Taxeotis calypsis
Taxeotis calypsis är en fjärilsart som beskrevs av Louis Beethoven Prout 1910. Taxeotis calypsis ingår i släktet Taxeotis och familjen mätare. Inga underarter finns listade i Catalogue of Life.